# Glada hälsningar från Missångerträsk!
För filmen som bygger på romanen, se Glada hälsningar från Missångerträsk.
Glada hälsningar från Missångerträsk! är en svensk roman av Martina Haag från 2011.
Romanen med den vykortsinspirerade titeln Glada hälsningar från Missångerträsk! gavs ut av Piratförlaget 2011 med pocketutgåva året därpå (ISBN 978-91-642-0323-6). Därefter skrev Martina Haag tillsammans med Lars "Vasa" Johansson filmmanus baserat på boken. Haag spelade dessutom huvudrollen som Nadja i filmen, som är regisserad av Lisa Siwe och producerad av Yellow Bird Entertainment. Filmen hade biografpremiär i Sverige den 25 september 2015.

## Handling
Handlingen i denna romantiska komedi kretsar kring den i Stockholm boende, ensamstående, barnlösa, medelålders skådespelerskan Nadja, som kämpar med ljudboksinläsningar av erotiska romaner. Samtidigt studerar hon kinesiska och förbereder sig för att efter lång väntan kunna få adoptera ett barn från Kina. Då adoptionsbyrån meddelar att Kina plötsligt ändrat regelverken för adoptioner med krav på gifta adoptionsföräldrar får Nadja panik och måste snabbt hitta en man för ett skenäktenskap. Genom ett tillfälligt bostadsbyte med hennes syster, den slitna småbarnsmamman Lotta, i den fiktiva lappländska byn Missångerträsk ordnas så att Nadja ska ta hand om systerns besvärlige, åldrige svärfar Sigvard för att samtidigt träffa en arrangerad "äktenskapskandidat" i trakten. Efter ett misstolkat möte med den samiske grannen Jocke blir saker och ting romantiskt röriga i den vinterklädda fjällvärlden..